# Grand Prix Wielkiej Brytanii 1968
Grand Prix Wielkiej Brytanii 1968 (oryg. RAC British Grand Prix) – siódma runda Mistrzostw Świata Formuły 1 w sezonie 1968, która odbyła się 21 lipca 1968, po raz trzeci na torze Brands Hatch.
21. Grand Prix Wielkiej Brytanii, 19. zaliczane do Mistrzostw Świata Formuły 1.

## Klasyfikacja
źródło: chicanef1.com
| Legenda oznaczeń w tabelach wyników Wyświetl szablon na nowej stronie | Legenda oznaczeń w tabelach wyników Wyświetl szablon na nowej stronie                                                                     |
| Oznaczenie                                                            | Wyjaśnienie |
| --------------------------------------------------------------------- | --- |
| Złoty                                                                 | Zwycięzca lub mistrzostwo |
| Srebrny                                                               | 2. miejsce lub wicemistrzostwo |
| Brązowy                                                               | 3. miejsce lub II wicemistrzostwo |
| Zielony                                                               | Ukończył, punktował (w klasyfikacji generalnej, gdy zdobył co najmniej jeden punkt na przestrzeni sezonu, poza trzema powyższymi opcjami) |
| Niebieski                                                             | Ukończył, nie punktował (w klasyfikacji generalnej, gdy nie zdobył co najmniej jednego punktu na przestrzeni sezonu)                      |
| Czerwony                                                              | Nie zakwalifikował się (NZ) |
| Czerwony                                                              | Nie prekwalifikował się (NPK) |
| Różowy                                                                | Nie ukończył (NU) |
| Różowy                                                                | Niesklasyfikowany (NS) (w klasyfikacji generalnej, gdy nie został sklasyfikowany w żadnym wyścigu sezonu)                                 |
| Czarny                                                                | Zdyskwalifikowany (DK) |
| Czarny                                                                | Wykluczony (WYK/EX) |
| Biały                                                                 | Nie wystartował (NW) |
| Biały                                                                 | Kontuzjowany (K/INJ) |
| Biały                                                                 | Wyścig odwołany (OD/C) |
| Bez koloru                                                            | Został wycofany (WYC/WD) |
| Bez koloru                                                            | Nie przybył (NP/DNA) |
| Bez koloru                                                            | Nie brał udziału w treningach (NT/DNP) |
| Bez koloru                                                            | Nie został zgłoszony (–) |
| Pogrubienie                                                           | Start z pole position |
| Kursywa                                                               | Najszybsze okrążenie wyścigu |
| †                                                                     | Nie ukończył, ale jego rezultat został zaliczony ze względu na przejechanie więcej niż 90% dystansu wyścigu.                              |
| *                                                                     | Sezon w trakcie |
| 1/2/3                                                                 | Punktowana pozycja w sprincie kwalifikacyjnym                                                                                             |
| Lista systemów punktacji Formuły 1                                    | |

| Pos | No | Kierowca             | Konstruktor   | Okrążeń | Czas/powód NU        | Poz. Start. | Punktów |
| --- | -- | -------------------- | ------------- | ------- | -------------------- | ----------- | ------- |
| 1   | 22 | Jo Siffert           | Lotus-Ford    | 80      | 2:01:20.3            | 4           | 9       |
| 2   | 5  | Chris Amon           | Ferrari       | 80      | + 4.4                | 3           | 6       |
| 3   | 6  | Jacky Ickx           | Ferrari       | 79      | + 1 Lap              | 12          | 4       |
| 4   | 1  | Denny Hulme          | McLaren-Ford  | 79      | + 1 Lap              | 11          | 3       |
| 5   | 7  | John Surtees         | Honda         | 78      | + 2 Okrążeń          | 9           | 2       |
| 6   | 14 | Jackie Stewart       | Matra-Ford    | 78      | + 2 Okrążeń          | 7           | 1       |
| 7   | 2  | Bruce McLaren        | McLaren-Ford  | 77      | + 3 Okrążeń          | 10          |         |
| 8   | 20 | Piers Courage        | BRM           | 72      | + 8 Okrążeń          | 16          |         |
| NU  | 4  | Jochen Rindt         | Brabham-Repco | 55      | Wyciek paliwa        | 5           |         |
| NU  | 10 | Pedro Rodríguez      | BRM           | 52      | Silnik               | 13          |         |
| NS  | 19 | Silvio Moser         | Brabham-Repco | 52      | Nie sklasyfikowany   | 19          |         |
| NU  | 9  | Jackie Oliver        | Lotus-Ford    | 43      | Skrz. biegów         | 2           |         |
| NU  | 16 | Robin Widdows        | Cooper-BRM    | 34      | Zapłon               | 18          |         |
| NU  | 8  | Graham Hill          | Lotus-Ford    | 26      | Przeniesienie napędu | 1           |         |
| NU  | 15 | Vic Elford           | Cooper-BRM    | 26      | Silnik               | 7           |         |
| NU  | 18 | Jean-Pierre Beltoise | Matra         | 11      | Silnik               | 14          |         |
| NU  | 11 | Richard Attwood      | BRM           | 10      | Chłodzenie           | 15          |         |
| NU  | 24 | Dan Gurney           | Eagle-Weslake | 8       | Pompa paliwowa       | 6           |         |
| NU  | 23 | Jo Bonnier           | McLaren-BRM   | 6       | Silnik               | 20          |         |
| NU  | 3  | Jack Brabham         | Brabham-Repco | 0       | Silnik               | 8           |         |